# Ludwig von Berlaymont

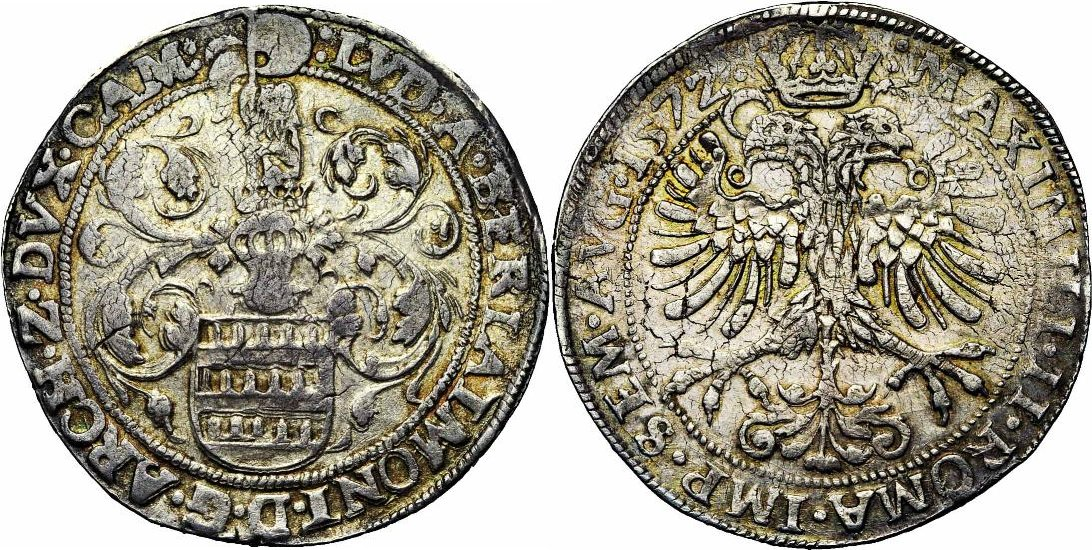
Münze von 1572 mit dem Wappen von Berlaymont

Ludwig Graf von Berlaymont (auch Lodewijk van Berlaymont oder Louis Comte de Berlaymont; * 5. Oktober 1542 in Berlaimont; † 15. Februar 1596 in Bergen) war ein Theologe und zweiter Fürsterzbischof und Herzog von Cambrai.

## Familiärer Hintergrund
Berlaymont stammte aus einer einflussreichen, niederländischen Adelsfamilie. Er war Sohn des Charles de Berlaymont (1510–1578), ein Berater von Margarethe von Parma und Ritter des Ordens vom Goldenen Vlies. Unter seinen Geschwistern befindet sich der Militär und Politiker Gilles de Berlaymont (um 1540–1579), der Statthalter Florent de Berlaymont (um 1550–1626) und der Gouverneur von Breda Claude de Berlaymont (1550–1587).

## Leben
Berlaymont, für den eine Karriere als Geistlicher beabsichtigt war, wurde bereits im Alter von zwölf Jahren Chorherr an der Lambertuskathedrale in Lüttich, anschließend an der Kathedrale in Tournai, dann Abt von Saint-Aubert in Cambrai. Es folgte eine Stellung als Propst an der Stiftskirche Sainte-Waudru in Bergen. In dieser Zeit promovierte er sich zum Doktor an der Universität Bologna.
Am 30. März 1570 wurde Berlaymont von Philipp II. zum Propst des Kapitels der St. Servatiusbasilika in Maastricht berufen, kurz darauf am 15. September 1570 zum Fürsterzbischof des Erzbistums Cambrai und damit zum Regenten des Hochstifts Cambrai. Die Bischofsweihe erfolgte schließlich am 4. November 1571. Er behielt beide Ämter inne und ließ sich in Maastricht hauptsächlich vertreten. 1581 war er, der als Verfechter der spanischen Politik in den Burgundischen Niederlanden sowie später in den Spanischen Niederlande galt, einer von zwei von Alessandro Farnese vorgeschlagenen Kandidaten für das Amt des Fürstbischofs von Lüttich.
Papst Clemens VII. ernannte Berlaymont 1593 zum stellvertretenden Bischof für das Bistum Tournai sowie zum Päpstlichen Legaten. Nachdem er bereits 1583 in den Wirren des Achtzigjährigen Krieges fliehen musste, hatte er nach seiner Rückkehr Cambrai nach Streitigkeiten mit dem Magistrat abermals zu verlassen. Zuvor hatte er durch finanziellen Zuschuss und Truppen die Rückeroberung von Cambrai unterstützt. Er ging zurück nach Bergen, wo er verstarb.
Er wurde nach seinem Tod zurück nach Cambrai überführt und dort in der unter ihm errichteten Klosterkapelle der Soeurs Noires augustines de Mons beigesetzt.